# Церковь Знамения на Мжаре
Церковь Знамения Божией Матери на Мжаре, или Знаменская церковь — приходская церковь Суздальского городского благочиния Владимирской епархии Русской православной церкви в Суздале, расположенная на въезде в город у бывшей Владимирской заставы на берегу реки Мжары, притока Каменки. Современный адрес — улица Ленина, 22. Дошедший до наших дней летний храм построен в 1749 году и образует архитектурный ансамбль вместе с отдельно стоящей колокольней и зимней Ризоположенской церковью (1777).

## История
На месте современной Знаменской церкви в начале XIII века располагались Введенский женский монастырь и Пинаева деревня, в последний раз упомянутая в 1685 году. Введенский монастырь был сожжён в 1237 году войском Батыя, а деревня в конце XVII века включена в город Суздаль под названием Пинаихи или Пинаевой стороны.
Согласно писцовой книге Суздаля, в 1617 году здесь находились два деревянных храма — во имя Введения и Рождества Христова. Затем сюда в конце XVII — начале XVIII веков по распоряжению митрополита Илариона была перевезена деревянная Знаменская церковь с Торговой площади, а в 1749 году на её месте была возведена нынешняя каменная постройка.
В советское время церковь была закрыта. В 1959 году церковь реставрировал Алексей Варганов. В 1991 году возвращена во владение Владимирской епархии.

## Архитектура
Этот одноглавый храм представляет собой двухъярусный четверик, к которому с восточной стороны примыкает большая апсида. Окна расположены в два ряда и украшены резными наличниками с фигурными колонками во втором ярусе. Верхняя часть стен вместо резных кокошников раньше была украшена изображениями на библейские темы. С западной стороны к четверику примыкает массивное крыльцо с гранёными столбами. Отдельно стоящая трехъярусная колокольня была возведена немного позднее.